# Gnaeus Pompeius der Jüngere

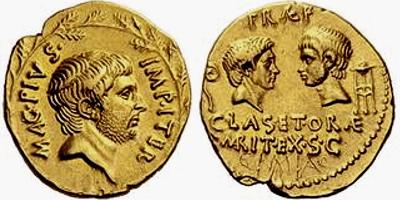
Porträt des Gnaeus Pompeius Magnus des Jüngeren auf der Rückseite eines Aureus seines Bruders Sextus Pompeius. Vorderseite mit Porträt des Sextus Pompeius, Revers mit Profilen des verstorbenen Vaters Gnaeus Pompeius Magnus (links) und des verstorbenen Bruders Gnaeus der Jüngere (rechts). Geprägt 42–40 v. Chr. in Sizilien (8,17g 8h).

Gnaeus Pompeius Magnus der Jüngere (* um 78 v. Chr.; † 45 v. Chr.) war ein römischer Politiker und General.
Gnaeus Pompeius war der älteste Sohn des Feldherrn Gnaeus Pompeius Magnus und seiner dritten Frau Mucia Tertia. Sein jüngerer Bruder war der spätere Admiral Sextus Pompeius. Gnaeus und Sextus wuchsen im Schatten ihres berühmten Vaters auf, der aufgrund seiner militärischen Erfolge dreimal Konsul gewesen war, ohne die übliche Ämterlaufbahn (cursus honorum) absolviert zu haben. Während der Einfluss seines früheren Partners Gaius Iulius Caesar im Verlauf der 50er Jahre immer weiter anwuchs, näherte sich ihr Vater immer mehr der traditionellen Fraktion der römischen Nobilität an. Als Caesar im Januar 49 v. Chr. die Grenze zum italischen Kernland, den Fluss Rubikon, mit seinem Heer überschritt und damit seine Bereitschaft zum Bürgerkrieg offenkundig machte, begleitete Gnaeus mit den beiden amtierenden Konsuln und zahlreichen Senatoren seinen Vater bei dessen Rückzug auf die Balkanhalbinsel. Die von Pompeius geführte Armee unterlag in der Schlacht von Pharsalos, zu der ihn militärisch unerfahrenere Senatoren gedrängt hatten, und Pompeius selbst wurde auf der Flucht am 29. September in Ägypten ermordet.
Nach dem Tod ihres Vaters setzten Gnaeus und sein Bruder Sextus den Widerstand gegen Caesar in der Provinz Africa fort. Zusammen mit Metellus Scipio, dem jüngeren Cato und anderen Senatoren bereiteten sie sich auf den Kampf gegen Caesar und seine Armee vor. Caesar gewann die erste Schlacht bei Thapsus im Jahr 46 v. Chr. gegen Metellus Scipio und Cato, der daraufhin Selbstmord beging. Gnaeus floh erneut, diesmal auf die Balearen, wo er mit Sextus zusammentraf. Zusammen mit Titus Labienus, einem ehemaligen Legaten Caesars, der zu Beginn des Bürgerkriegs die Seiten gewechselt hatte, setzten die Brüder nach Hispanien über, wo sie eine neue Armee aufstellten. Caesar und seine Legionen folgten ihnen und trafen am 17. März 45 v. Chr. in der Schlacht von Munda mit ihnen zusammen. Beide Armeen waren stark und wurden von fähigen Generalen geführt. Vermutlich brachte eine Kavallerieattacke Caesar den Sieg. Titus Labienus und etwa 30.000 seiner Männer starben in der Schlacht und auf der Flucht vom Schlachtfeld.
Gnaeus und Sextus Pompeius konnten zunächst erneut entkommen, Gnaeus wurde jedoch binnen weniger Wochen gefangen und noch 45 v. Chr. wegen Verrats hingerichtet. Sextus Pompeius dagegen konnte sich seinen Feinden entziehen und baute sich nach Caesars Ermordung an den Iden des März des Jahres 44 v. Chr. als Admiral eine beachtliche Machtposition im westlichen Mittelmeerraum auf. Er wurde erst 36 v. Chr. vom Erben Caesars besiegt, dem späteren Kaiser Augustus, und schließlich 35 v. Chr. in Milet hingerichtet.
Gnaeus Pompeius war für seine Grausamkeit bekannt.